# Scintillatore
Uno scintillatore è un materiale capace di emettere impulsi di luce, in genere visibile o ultravioletta, quando viene attraversato da fotoni di alta energia o da particelle cariche.

## Funzionamento
Al proprio passaggio la particella incidente cede parte della propria energia allo scintillatore causando, ad esempio, l'eccitazione di un elettrone che si sposta in un livello ad energia superiore. Quando l'elettrone decade al livello che occupava prima dell'eccitazione emette un fotone di energia relativamente bassa, tipicamente nel visibile. Tale impulso di luce viene poi rivelato ed amplificato da opportuni sensori, ad esempio da un fotomoltiplicatore.

## Proprietà
1. Capacità di convertire l'energia cinetica delle particelle cariche in luce rilevabile
2. La conversione dovrebbe essere quanto più possibile lineare per intervalli energetici quanto più possibile ampi
3. Il materiale con cui è realizzato lo scintillatore deve risultare trasparente alla radiazione emessa
4. Il tempo di diseccitazione deve essere il più breve possibile
5. Il materiale deve presentare buone qualità ottiche e si deve poterlo produrre in forme e quantità tali da permetterne un utilizzo agevole
6. L'indice di rifrazione del mezzo deve essere il più possibile vicino a quello del vetro (n ≈ 1,5) per consentirne l'accoppiamento con fotomoltiplicatori o altri strumenti di amplificazione e rilevazione del segnale senza perdite significative di luce originaria.

## Tipi di scintillatore
Esistono diverse tipologie di scintillatori che si distinguono per tipo di materiale di cui sono composti, i tempi di risposta, le lunghezze d'onda emesse, l'efficienza di scintillazione (quanta energia viene convertita in luce) etc.
Per esempio gli scintillatori più comuni usati per rivelare radiazione sono cristalli inorganici, materiali organici, plastici e liquidi. La maggior parte sono cristalli inorganici o plastici, il più comune è lo ioduro di sodio drogato con tallio, che ha un'alta efficienza di scintillazione.

### Scintillatori a cristalli inorganici
Sono composti in genere da alogenuri alcalini, ad esempio NaI. Si distinguono per l'elevato potere frenante, che li rende particolarmente adatti a rivelare radiazione penetrante e per l'alta efficienza. Sono tuttavia molto più lenti degli altri, avendo tempi di risposta dell'ordine delle centinaia di nanosecondi.
I cristalli sono spesso drogati, per esempio lo ioduro di sodio con il tallio. Queste impurità sono essenziali per aumentare l'efficienza di scintillazione, ridurre l'autoassorbimento e avere la luce in uscita nella lunghezza d'onda voluta.
Il processo che porta all'emissione di luce è il seguente. La struttura regolare del cristallo forma delle bande energetiche (banda di conduzione e banda di valenza), separate da una banda proibita, dove non si possono trovare elettroni. La particella da rivelare cede dell'energia a un elettrone che può passare dalla banda di valenza alla banda di conduzione, si forma una coppia elettrone-lacuna. L'elettrone e la lacuna migrano indipendentemente fino a quando l'elettrone non ha perso abbastanza energia e si diseccita tornando nella banda di valenza emettendo un fotone. Questo processo è inefficiente, e la probabilità di autoassorbimento è molto alta, in quanto lo spettro di emissione e di assorbimento sono molto simili.
Con l'aggiunta di impurità si formano dei centri di attivazione, dove è maggiore la probabilità di ricombinazione tra l'elettrone nella banda di conduzione e una lacuna nella banda di valenza. Inoltre in prossimità dell'attivatore la struttura a banda è modificata, cioè si formano degli stati energetici tra la banda di conduzione e la banda di valenza. In questo modo un elettrone che si diseccita produce molti fotoni ad energie molto inferiori rispetto all'energia che separa le due bande e l'autoassorbimento diventa trascurabile.
Il tempo di migrazione degli elettroni è molto veloce, quindi gli stati eccitati si formano praticamente tutti insieme. Essendo questo tempo molto breve il tempo di scintillazione è dominato dal tempo di diseccitazione.
- NaI(Tl) (ioduro di sodio drogato con tallio) cristallino
NaI fu il primo scintillatore inorganico scoperto negli anni quaranta da Robert Hofstadter.
- CsI(Tl) (ioduro di cesio drogato con tallio) cristallino; è l'alternativa all'NaI(Tl), è migliore meccanicamente e resiste all'umidità.
- BaF2 (Fluoruro di bario)
- BGO (germanato di bismuto) ha un elevato stopping power, ma una minore efficienza del NaI(Tl)
è spesso usato in coincidenza per rivelare i fotoni emessi dall'annichilazione di un positrone nelle PET.
- Cerio drogato
- LaBr3(Ce)
- LuI3
- Gd2O2S
- CaWO4
- CdWO4
- PbWO4
- ZnWO4

### Scintillatori organici in generale
Gli scintillatori organici hanno la proprietà di essere trasparenti in maniera intrinseca. Infatti quello che accade è che la fluorescenza emessa è di fotoni che hanno un'energia minore di quella assorbita. Questo comporta una bassissima probabilità di essere assorbiti dalle molecole del mezzo.

### Scintillatori a cristalli organici
Si tratta di molecole organiche dotate di anelli aromatici, in cui la radiazione carica incidente eccita modi rotazionali o vibrazionali. Sono in forma solida, appunto di cristallo, e si distinguono per la risposta veloce (tipicamente entro circa un nanosecondo). Tuttavia presentano scarsa lavorabilità poiché risulta difficile organizzarli nella forma che si ritiene più opportuna, essendo essi cristallini.

### Scintillatori organici in soluzione
Le molecole sono le stesse del tipo precedente, ma invece che essere cristallizzate, sono mantenute in soluzione. Le prestazioni dipendono dalla purezza e dalla concentrazione della soluzione.

### Scintillatori plastici
Simili ai precedenti, ma il "solvente" è solido, essendo costituito da un materiale plastico facilmente lavorabile, ad esempio polistirene. Il risultato è uno scintillatore dalle buone prestazioni, anche se leggermente più lento dei precedenti (tempi di risposta di due o tre nanosecondi).

### Scintillatori vetrosi
Sono costituiti da vetri silicati contenenti impurità di Litio con centri di attivazione di Cerio.
Presentano una scarsa efficienza nella rilevazione di elettroni veloci nonché una risposta non lineare per le altre particelle cariche, trovano tuttavia largo impiego nella rilevazione di neutroni.
La loro peculiarità è che essendo caratterizzati da metodi di produzione simili a quelli del vetro ordinario possono essere fabbricati nelle forme più disparate, trovando così applicazione in settori esclusi agli scintillatori classici: ambienti corrosivi, alte temperature.
Un piccolo inconveniente nel loro utilizzo è rappresentato dalla percentuale di elementi radioattivi presenti naturalmente nel vetro, come torio e potassio, che possono inficiare le misurazioni se non opportunatamente considerati.

### Scintillatori a gas
In questo caso il meccanismo di emissione del fotone non riguarda la ricombinazione elettrone-lacuna, ma il diseccitamento delle molecole del gas.
Gran parte della radiazione è emessa nello spettro dell'ultravioletto e si rende quindi necessario l'utilizzo di fotomoltiplicatori o fotodiodi sensibili a tale lunghezza d'onda.
In alternativa si può miscelare una piccola quantità di altri gas, quali ad esempio azoto che assorbendo in ultravioletto e riemettendo su lunghezze d'onda maggiori spostano lo spettro dello scintillatore in zone di maggiore praticità.
Il principale svantaggio di scintillatori a gas è la loro scarsa efficienza dovuta al fatto che il diseccitamento non sempre avviene con l'emissione di fotoni, ma anche tramite urti intermolecolari o il processo di smorzamento. La loro migliore caratteristica è invece il brevissimo tempo di diseccitazione, dell'ordine di alcuni nanosecondi, che li rendono competitivi con gli scintillatori organici.
Inoltre essendo basati su gas, si presentano particolarmente maneggevoli, potendone variare con facilità grandezza, forma e proprietà ad esse associate.

## Applicazioni
Gli scintillatori sono usati principalmente come rivelatori in fisica delle particelle, principalmente per rivelare particelle cariche di alta energia. Vengono utilizzate per il semplice conteggio di particelle oppure ad esempio per la misura del tempo di volo, da cui è possibile ricavare la velocità della particella e la sua massa. Le camere a scintillazione, costruite sostanzialmente sulla base degli stessi principi, furono largamente usate negli anni '70 per gli esperimenti di fisica delle particelle, successivamente furono sostituite da rilevatori più sofisticati come le camere ad impulsi o i rilevatori a semiconduttore.
Gli scintillatori possono essere utilizzati anche per fisica del neutrone, per la protezione in presenza di raggi X, nel monitoraggio nucleare, per la TAC e la ricerca di gas. Altre applicazioni degli scintillatori includono CT scanner e camere per raggi gamma utilizzate nella diagnostica medica, e gli schermi dei vecchi monitor CRT e televisori. 
L'uso di uno scintillatore in combinazione con un tubo fotomoltiplicatore trova largo impiego nei misuratori di distanza hand-held (portatili), utilizzati per la rilevazione e la misurazione della radioattività e per il monitoraggio di materiale nucleare. Rivelatori a scintillazione sono utilizzati nell'industria petrolifera come rivelatori per i raggi gamma.